# シグルド・ヴェッテンホヴィ＝アスパ

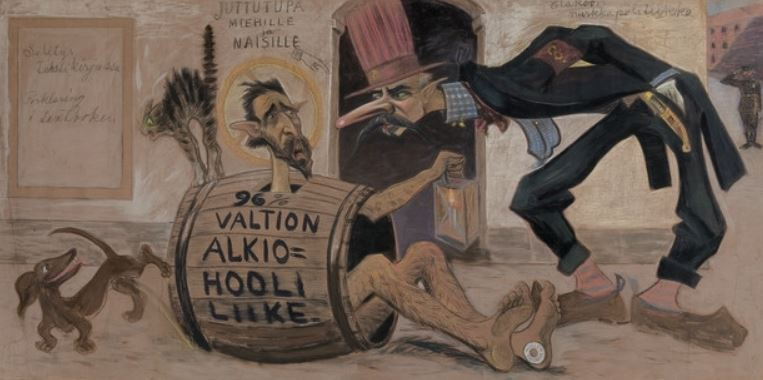
ヴェッテンホヴィ＝アスパによる風刺画

ゲオルグ・シグルド・ヴェッテンホヴィ＝アスパ (Georg Sigurd Wettenhovi-Aspa, 1870年5月7日 - 1946年2月18日) は、ヘルシンキ出身のフィンランドの画家、彫刻家、作家、似非言語学者。
彼は、フィンランド人の出自に関する空想的な理論で特に有名である。その理論とは、フィンランド人が古代エジプト人の子孫であるというものであった。

## 生涯
父はヘルシンキ大学の解剖学教授であるゲオルグ・アウグスト・アスプで、母は女子体操の開拓者であるマチルダ・ソフィア・ヴェッテンホヴィ。
ヴェッテンホヴィ＝アスパはコペンハーゲンにあるデンマーク王立美術院で、1888年から1891年にかけて、芸術を学んだ。彼は、自由展として知られるアート展を数回企画した。彼は、ヘルシンキで亡くなった。

## 作品

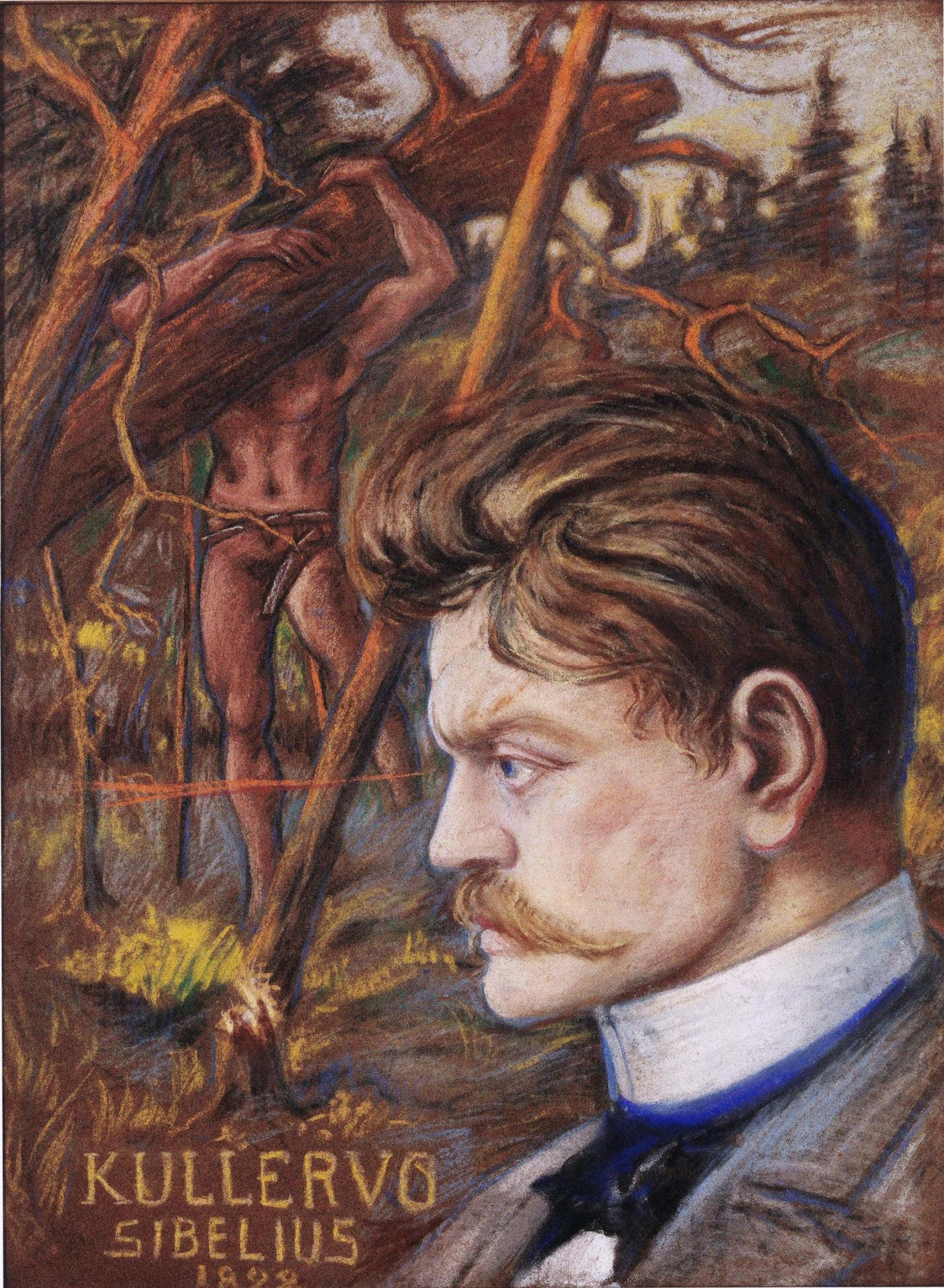
『クレルヴォ交響曲』のポスター(1892年)
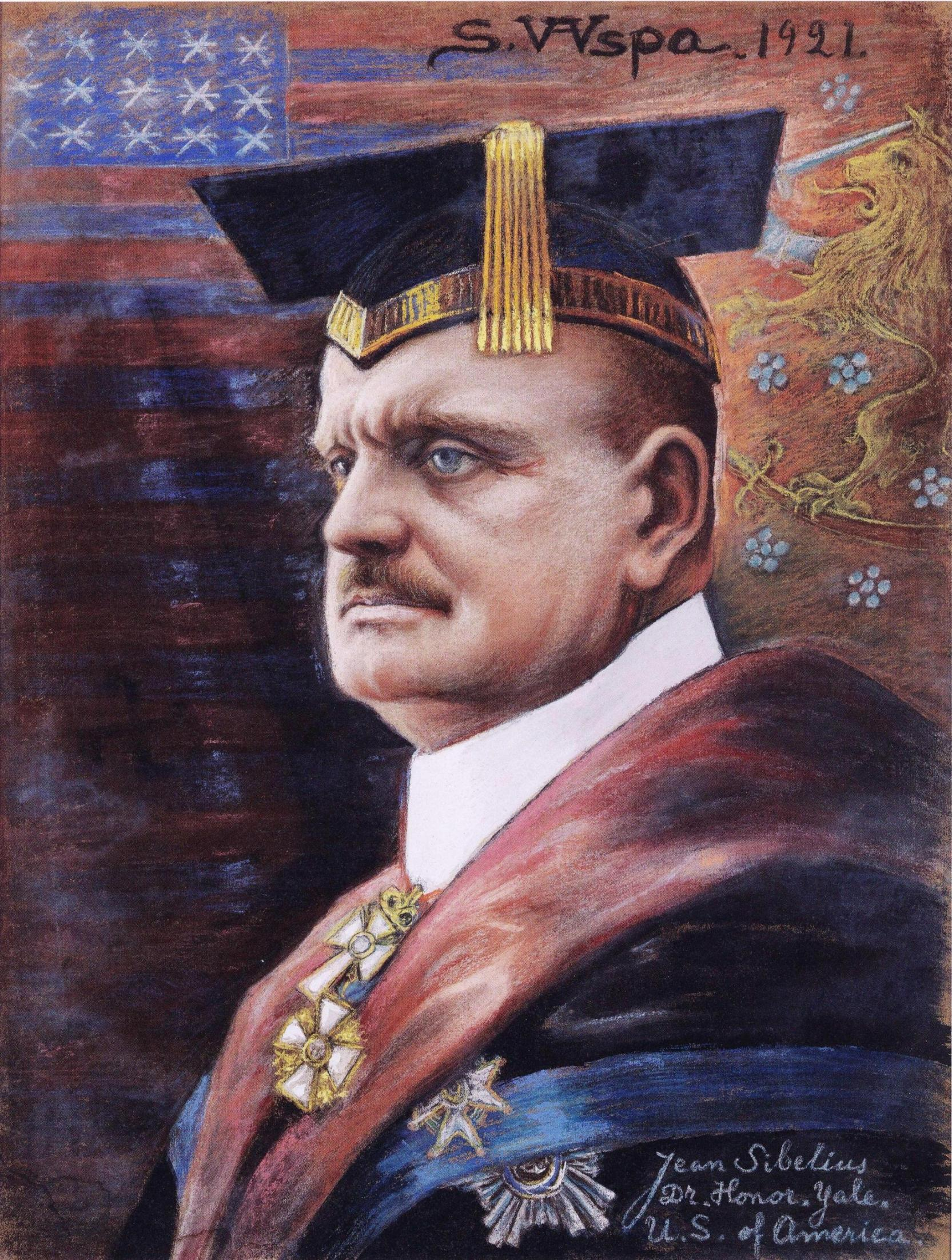
ジャン・シベリウスの肖像画